# Organiste du ministère de la Défense

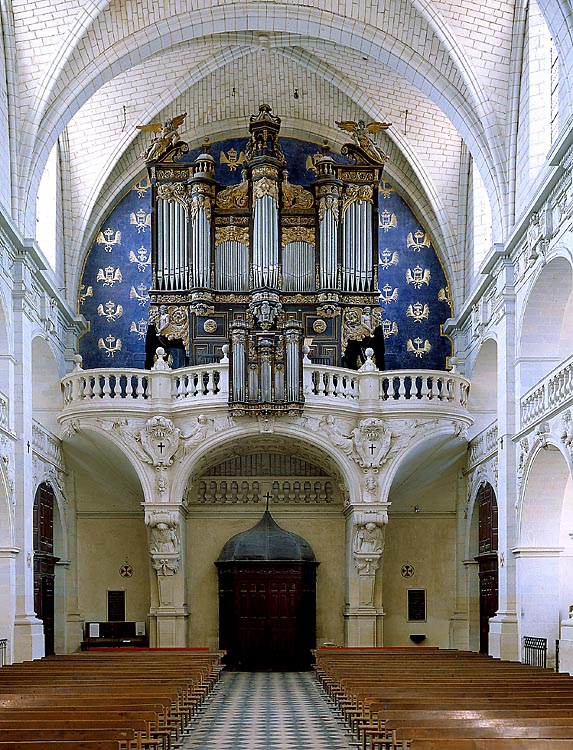
L'orgue du Prytanée national militaire

Un organiste du ministère de la Défense est un organiste titulaire d'une tribune d'orgue dépendant du diocèse aux Armées.

## Le ministère de la Défense et son patrimoine
Monuments historiques, bibliothèques, archives ou musées, le ministère de la Défense possède un patrimoine historique très varié, qu'il s'attache à entretenir et à faire connaître au public.
Il est également l'héritier d'une longue tradition musicale propre aux armées, qui a donné naissance à des formations de prestige : orchestres, musiques, fanfares, chœur.
En outre, certains lieux de culte qui font partie de ce patrimoine abritent des tribunes d'orgue de renommée internationale. Ainsi en est-il de l'église Saint-Louis de l'hôtel des Invalides, de la chapelle Saint-Louis de l'École militaire et de l'église du Val-de-Grâce à Paris, ainsi que de l'église Saint-Louis du Prytanée national militaire à La Flèche, dans la Sarthe.
Les organistes titulaires de ces tribunes militaires ont été officiellement reconnus en 2005, dans un esprit se rapprochant de celui ayant présidé au statut de peintre de la Marine, dont les premiers bénéficiaires furent nommés en 1830.

## Les organistes du ministère de la Défense
Le 27 janvier 2005, le ministre de la Défense a attribué le titre d'« organiste du ministère de la Défense », sur proposition de l'évêque aux armées, aux organistes titulaires des tribunes d'orgue qui dépendent du diocèse aux armées, pour la durée d'exercice de leur fonction. La décision ministérielle ajoutait que « les organistes contribuent à la mise en valeur du patrimoine mobilier (l'orgue) qui leur est confié ».

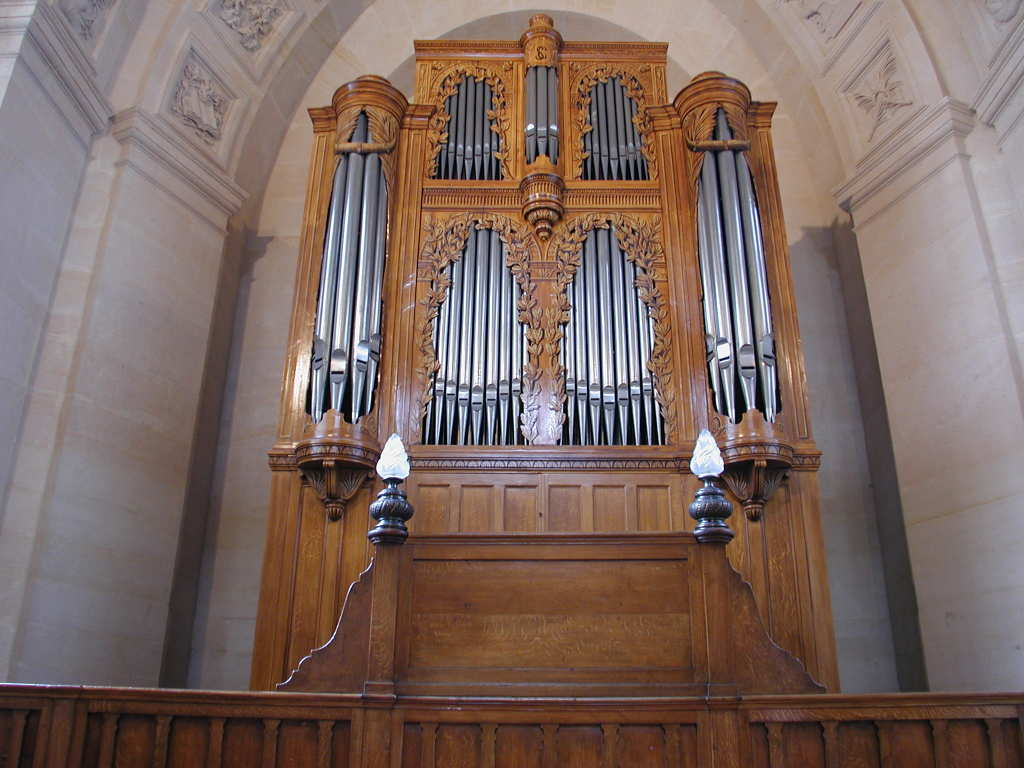
L'orgue du Val-de-Grâce

Cette mise en valeur est par ailleurs spécifiquement évoquée dans le protocole signé entre le ministère de la Défense et celui de la Culture.
Si des concerts sont ainsi organisés avec plus ou moins de régularité aux claviers de ces instruments, des saisons musicales ont lieu aux Invalides et au Val-de-Grâce.
À ce jour, les organistes du ministère de la Défense sont :
- Saint-Louis des Invalides, Susan Landale[4], Philippe Brandeis[5], Eric Ampeau[6] ;
- Val-de-Grâce, Hervé Désarbre[7] ;
- Saint-Louis de l'École militaire, Didier Matry[8] ;
- Prytanée national militaire, Joseph Pottier.

D'autres orgues se trouvent dans des chapelles militaires : chapelle Sainte Jeanne d'Arc et chapelle Saint Paul, à Saint-Cyr-Coëtquidan, chapelle du Centre d'Instruction Naval (Lycée Naval, École de Maistrance, École des Mousses) à Brest.
Le chœur de l'Armée française dispose aussi de deux pianistes-organistes accompagnateurs.